# Пространство Аренса — Форта
Пространство Аренса — Форта — пример топологического пространства.
Назван в честь Р. Ф. Аренса и М. К. Форта.

## Построение
Рассмотрим множество {\displaystyle X} упорядоченных пар неотрицательных целых чисел, {\displaystyle (m,n).} Подмножество {\displaystyle U\subseteq X} объявим открытым в следующих случаях
- {\displaystyle U} не содержит {\displaystyle (0,0),} или
- {\displaystyle U} содержит {\displaystyle (0,0)}, а также все, кроме конечного числа точек, из всех, кроме конечного числа столбцов, где столбец это набор {\displaystyle \{(m,n)~:~0\leq n\in \mathbb {Z} \}} с фиксированным значением {\displaystyle 0\leq m\in \mathbb {Z} }.

Полученное топологическое пространство называется пространством Аренса — Форта.

## Свойства
- Пространство Аренса — Форта является хаусдорфовым,  регулярным, нормальным и секвенциальным.
- При этом пространство Аренса — Форта не метризуемо, не компактно, и в нём не выполняются первая и вторая аксиомы счётности.